# Tytti Isohookana-Asunmaa
Tytti Isohookana-Asunmaa (n. 24 septembrie 1947, Haukipudas, Oulu, Finlanda) este o politiciană finlandeză, fostă membră a Partidului de Centru⁠(en)[traduceți] între 1983 și 2003. Ea a fost aleasă membră a Parlamentului Finlandei⁠(en)[traduceți] în circumscripția Oulu în anul 1983 și de asemenea în alegerile din 1999. A ocupat funcția de ministru al culturii în guvernul Aho din anul 1991 până în 1995.
Între 1999 și 2003 a fost reprezentantă a Adunării Parlamentare a Consiliului Europei.
În prezent este profesoară asistentă la Universitatea din Oulu.